# Kędziorki (Lichnowo)
Kędziorki – część wsi Lichnowo w Polsce, położona w województwie wielkopolskim, w powiecie konińskim, w gminie Kramsk. Wchodzi w skład sołectwa Lichnowo.
W latach 1975–1998 Kędziorki administracyjnie należała do województwa konińskiego.